# 香菇
香菇（学名：Lentinula edodes）又叫做冬菇、北菇、香蕈、厚菇、薄菇、花菇、椎茸，为小皮伞科香菇属的物种，是一种食用菇類。不同名稱間的分別，其實是香菇高低品質的區別。例如：花菇是當中最高級的類別，指香菇在達一定氣候條件下龜裂產生特有如花綻放般的花紋；厚菇則再次一等，指肉身較一般香菇厚的香菇。冬菇則是最一般的香菇；而寸菇則又再次之，指香菇尺寸不足一寸的香菇。另外還有十分便宜的香信，指的是因為突然回暖而爆發性生長所產的香菇，生長期嚴重不足，不論香氣及體積都欠奉，只適合用於淡茄味的菜式，例如粵式古法蒸魚。
鲜香菇脱水即成乾香菇，而且會產生濃郁特有香氣。同時便于运输保存，是一种重要的南北货。中菜广泛使用乾香菇（鮮香菇是在人工大量種植普遍後才產生的作法，但缺乏香氣），在烹饪时需将乾香菇先行泡水發製。素三鲜中，香菇往往作为其中的一鲜出现，在斋食中，香菇亦为重要原料之一。

## 形態
每朵香菇由上而下，分為菌傘、菌褶、菌環。在菌褶上面形成擔子，每一個担子會形成4個孢子。

## 香菇栽培的歷史
中國唐末五代的《四時纂要》就有種菌子的記載，但那時仍然仰賴菌子自生。元代《王禎農書》記載的種菌方法則多了一步「以蕈碎銼，勻佈坎內」，相當於人工接種。在臺灣，農事試驗場植物病理部技手澤田兼吉記述台灣香菇主要從中國大陆輸入，並有人工栽培成功及原住民採集野生香菇烘乾出售等紀錄。
日本在378年前就有種植的記錄，但這僅是將段木放置在有香菇生长的森林中，讓香菇自然產生的孢子掉落在段木上生長。日本人於1909年在埔里以人工段木法種植成功，至1970年發展為用袋中的木碎來種植。
1942年日本人森喜作博士研究成功製成「種駒」（たねごま，象棋狀菌種）而開始這種種植法。這是將木材（適合香菇種植者）切成如棋子大小，將其裝於廣口瓶，加上養分、水等，經殺菌後，接種純粹培養的菇菌絲，讓其在適溫下培養。取出長滿菌絲的種駒木片，做為種菌。另一方面，在段木上打適當的一小洞，再將此種駒塞入此洞。然後，將此段木放在森林裡，澆水，保持適當的溫、濕度，光照等使其長滿菌絲，以及長出香菇。森博士用這方法設廠大量種植，更努力改良品種，令到它一年四季都可以出產，这样产量就不易受到天气情况影响，對農民有幫助，也因把香菇種在椴木上價格高昂，並且對於森林保育概念，段木香菇產量逐漸減少。

## 香菇的種類
香菇品種依菇體大小分類為大葉種、中葉種、小葉種，依生產季節又分為春菇、夏菇、秋菇、冬菇，还可以按栽培基质、出菇周期、出菇温度的不同划分，另外尚有野生的野生菇。在日本则分為冬菇（どんこ）與香信（こうしん），均是來自中文的稱呼。在春天裡氣溫尚低時，生長較慢。因此在冬天與春天中濕度低，空氣乾燥，所以在菇傘表面生成裂痕，看起像花朵，因此稱謂天白冬菇；茶色者稱謂茶花冬菇，其外觀佳，質良，所以價格較高，主要用作出口。天氣較暖後，香菇孢蕾長出後，幾天內就開傘，傘部大且薄。將其晒乾者，就是香信。特征介於香信與冬菇中間者稱为香菇（こうこ），這種菇因為傘大又厚，吃起來口感十足，所以受消費者歡迎。

## 香菇的成份
香菇被認為是低熱量、高蛋白、高纖維食物，其所含醣類比米或薯類等少且不同於澱粉類，不易被消化吸收。 蛋白質方面含有多量優質胺基酸等，其他維生素類也頗多，尤其維生素D的前體麥角固醇（ergosterol）含量頗多，适当晒太陽後，就能在人體內轉換為維生素D2。香菇中又有化學物質利得宁（Eritadenine），經攝取後會促進體內的膽固醇排泄。
此外，香菇尚含有多醣類物质香菇多糖（Lentinan），其中一種β-1,6-葡聚糖注射入人體則有抗癌作用。其它值得一提的是香菇含有多種酵素，有保健食品的必要條件，例如幫助消化或有益健康。